# 工商管理硕士协会

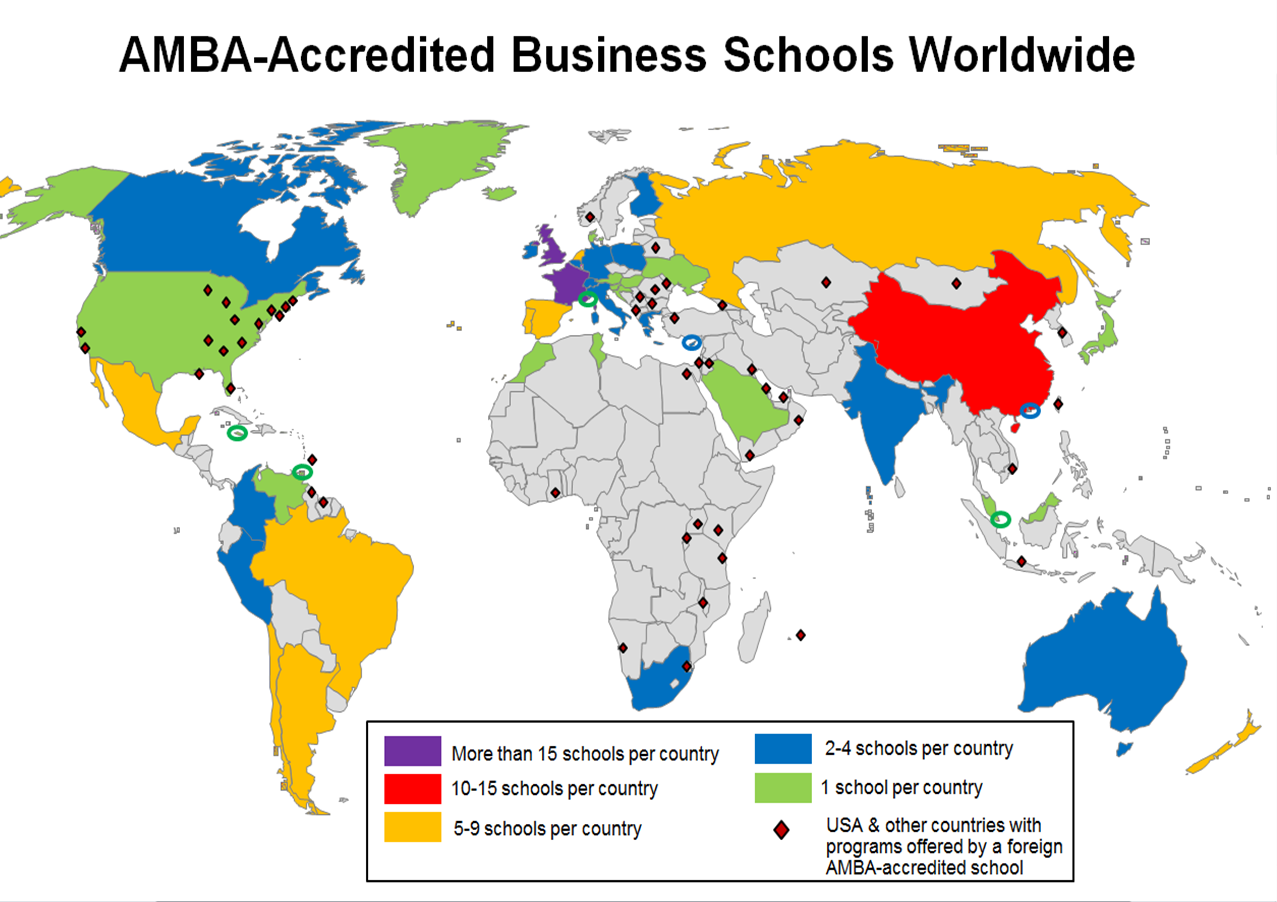
全球工商管理硕士协会

工商管理硕士协会（AMBA）是一个认证工商管理硕士（MBA）课程的国际组织。它是三个全球商學院认证机构之一，另外兩個為國際商管學院促進協會（AACSB）和歐洲質量改善系統（EQUIS）。

## 历史
AMBA成立于1967年而到2020年已经认证了277个商学院，在57个不同的国家和地区，包括42个商学院在中國大陸、香港和澳門。2011年，世界上的13670商学院之中，只有百分之一通过了AMBA认证。中国通过了AMBA认证的商学院包括上海交通大学，暨南大学，浙江大学和电子科技大学等。
AMBA总部在伦敦，同時协会也有驻中国、印度和拉丁美洲代表处。